# Matthews (Indiana)
Matthews è un comune degli Stati Uniti d'America, situato nello Stato dell'Indiana, nella contea di Grant.